# Daniel Mantenuto
Daniel Thomas Mantenuto (* 18. Oktober 1997 in Thornhill, Ontario) ist ein italo-kanadischer Eishockeyspieler, der seit 2022 beim HC Bozen in der Österreichischen Eishockey-Liga unter Vertrag steht.

## Karriere
Daniel Mantenuto, der als Sohn italienischstämmiger Eltern in Kanada geboren wurde, begann seine Karriere bei den Markham Majors in der Greater Toronto Hockey League. 2014 wechselte er zu den Aurora Tigers in die Ontario Junior Hockey League und wurde 2015 in das All-Prospect Second Team gewählt. Während seines Studiums spielte er für die Mannschaft der Robert Morris University in der Conference Atlantic Hockey der National Collegiate Athletic Association (NCAA). Nach Abschluss der Ausbildung zog es ihn in das Land seiner Vorfahren, wo er für Asiago Hockey in der Alps Hockey League spielte, die er mit dem Klub 2022 gewann. Zudem gewann er mit dem Klub in den Jahren 2021 und 2022 die italienische Meisterschaft und die Supercoppa. 2022 schloss er sich dem HC Bozen aus der Österreichischen Eishockey-Liga an.

### International
Mantenuto absolvierte sein erstes Turnier in der italienischen Nationalmannschaft nach seiner Einbürgerung bei der Weltmeisterschaft 2022, als das Team aus der Top-Division abstieg. Daraufhin spielte er 2023 und 2024 in der Division I und wurde zum besten Spieler seiner Mannschaft gewählt.

## Erfolge und Auszeichnungen
- 2015 All-Prospect Second Team der Ontario Junior Hockey League
- 2021 Italienischer Meister und Gewinn der Supercoppa mit Asiago Hockey
- 2022 Italienischer Meister und Gewinn der Supercoppa mit Asiago Hockey
- 2022 Gewinn der Alps Hockey League mit Asiago Hockey

## Karrierestatistik
Stand: Ende der Saison 2024/25

### International
Vertrat Italien bei:
- Weltmeisterschaft 2022
- Weltmeisterschaft der Division IA 2023
- Weltmeisterschaft der Division IA 2024

(Legende zur Spielerstatistik: Sp oder GP = absolvierte Spiele; T oder G = erzielte Tore; V oder A = erzielte Assists; Pkt oder Pts = erzielte Scorerpunkte; SM oder PIM = erhaltene Strafminuten; +/− = Plus/Minus-Bilanz; PP = erzielte Überzahltore; SH = erzielte Unterzahltore; GW = erzielte Siegtore; 1 Play-downs/Relegation; Kursiv: Statistik nicht vollständig)